# Felice Scandone Basket Avellino
El Società Sportiva Felice Scandone es un club de baloncesto italiano de la ciudad de Avellino, en Campania. Fue fundado en 1948. Compite en la Serie B, la tercera división del baloncesto en Italia, tras los problemas económicos que en 2019 le hicieron no poder inscribirse en la Serie A. Disputa sus partidos en el Palasport Giacomo Del Mauro, con capacidad para 5.195 espectadores.

## Patrocinadores
Por motivo de patrocinio, el club ha tenido diversos nombres a lo largo de su historia:
- Pasta Baronía Avellino (1996-97)
- Cirio Avellino (1997-98)
- Select Avellino (1998-99)
- Nicoloro Avellino (1999)
- De Vizia Avellino (1999-02)
- Air Avellino (2002-11)
- Sidigas Avellino (2011-19)

## Posiciones en Liga
| - 1997 - (B1) - 1998 - (9-A2) - 1999 - (12-A2) - 2000 - (3-A2) - 2001 - (9-A1) - 2002 - (16) - 2003 - (16) - 2004 - (15) - 2005 - (12) - 2006 - (17-A) | - 2007 - (16-A) - 2008 - (3) - 2009 - (11) - 2010 - (9) - 2011 - (5) - 2012 - (9) - 2013 - (10) - 2014 - (12) - 2015 - (12) - 2016 - (3) - 2017 - (3) - 2018 - (4) - 2019 - (8) |

## Palmarés
- Copa de Italia (1): 2008

## Jugadores destacados
| - Yegor Mescheriakov - Kaloyan Ivanov - Ante Grgurević - Arijan Komazec - Nacho Rodilla - Kieron Achara - Spencer Dunkley - Adam Hanga - Daniele Cavaliero - Andrea Crosariol - Cristiano Grappasonni - Luca Lechthaler - Marco Lokar - Michele Maggioli - Sergio Mastroianni - Andrea Pecile - Alex Righetti - Todor Gečevski - Ndudi Ebi - Filip Dylewicz - Szymon Szewczyk - Sergio Antunes Selores Ramos - Gregor Hafnar - Jaka Lakovič - Domen Lorbek - Marko Tušek - Cenk Akyol - Kyrylo Fesenko | - Adrian Banks - Travis Best - Walter Bond - Brandon Brown - Dee Brown - Steve Burtt, Sr. - Jason Capel - Geno Carlisle - Brian Chase - James Collins - Ramel Curry - Taquan Dean - Drake Diener - Terry Dozier - Nate Erdmann - Je'Kel Foster - Tellis Frank - Sundiata Gaines - Leemire Goldwire - Tyrone Grant - Nate Green - Justin Harper - Jimmy Hunter - Harold Jamison - Linton Johnson - Coby Karl - Cuonzo Martin - Christopher Massie | - Thalamus McGhee - Norman Nolan - Jeremy Richardson - Jamal Robinson - Ronald Slay - Tamar Slay - Devin Smith - Omar Thomas - Chevon Troutman - David Vanterpool - Damon Williams - David Young - - Antonio Porta - - Dimitri Lauwers - - Mirza Begić - - Nikola Radulović - - Jurica Golemac - - Dušan Jelić - - Nikola Dragović - - Eric Williams - - Jarvis Hayes - - Dwight Hardy - - Moon Tae-Jong - - Peter Lisicky - - Sidney Johnson - - Georgi Joseph - - Danny Strong (baloncestista) - - Will Thomas | - - Dan Mavraides - - Dan Callahan - - Larry Middleton - - Marques Green - - O.D. Anosike - - Levour Warren - - DeMarcus Nelson |